# Gluconobacter
Gluconobacter es un género de bacterias de la familia de las bacterias del ácido acético (Acetobacteraceae). Prefieren ambientes ricos en azúcar, por lo que a veces se encuentran como un organismo de deterioro en la cerveza. No son patógenas, pero pueden causar pudrición en manzanas y peras. Se utilizan solo con Acetobacter para la degradación microbiana del etanol.

## Especies
Varias especies se encuentran en el género, tales como:
- Gluconobacter albidus
- Gluconobacter asaii
- Gluconobacter cerevisiae se aisló de la fermentación de cerveza lambic en 2014 y se propuso como una nueva especie.[3]
- Gluconobacter cerinus
- Gluconobacter frateurii
- Gluconobacter japonicus
- Gluconobacter kanchanaburiensis
- Gluconobacter kondonii
- Gluconobacter nephelii
- Gluconobacter oxydans  es probablemente el más conocido porque tiene una serie de aplicaciones en biotecnología.[4]
- Gluconobacter sphaericus
- Gluconobacter thailandicus
- Gluconobacter uchimurae
- Gluconobacter wancherniae